# Héctor Rodríquez
Héctor Rodríquez Torres (Guanajay, 12 augustus 1951) is een Cubaans judoka.
Rodríquez eindigde als vijfde tijdens de Olympische Zomerspelen 1972 in het lichtgewicht. Rodríquez won tijdens de Wereldkampioenschappen judo 1973 de bronzen medaille in het lichtgewicht. Tijdens de Olympische Zomerspelen 1976 behaalde Rodríquez zijn grootste succes met het winnen van olympisch goud in het lichtgewicht. Na de spelen van 1976 werden de gewichtsklassen heringericht en Rodríquez stapte over naar het halflichtgewicht, het maximumgewicht van deze klasse was 65 kilogram in plaats van 63 kilogram van het lichtgewicht. In deze nieuwe klasse behaalde Rodríquez tijdens de Olympische Zomerspelen 1980 de negende plaats.

## Resultaten
- Olympische Zomerspelen 1972 in München 5e in het lichtgewicht
- Wereldkampioenschappen judo 1973 in Lausanne  in het lichtgewicht
- Pan-Amerikaanse Spelen 1975 in Mexico-Stad  in het lichtgewicht
- Olympische Zomerspelen 1976 in Montreal  in het lichtgewicht
- Pan-Amerikaanse Spelen 1979 in San Juan  in het halflichtgewicht
- Olympische Zomerspelen 1980 in Moskou 9e in het halflichtgewicht

1964: Takehide Nakatani ·
1972: Takao Kawaguchi ·
1976: Héctor Rodríquez ·
1980: Ezio Gamba ·
1984: Ahn Byeong-keun ·
1988: Marc Alexandre ·
1992: Toshihiko Koga ·
1996: Kenzo Nakamura ·
2000: Giuseppe Maddaloni ·
2004: Lee Won-hee ·
2008: Elnur Mammadli · 
2012: Mansoer Isajev · 
2016: Shohei Ono · 
2020: Shohei Ono · 
2024: Hidayet Heydarov
- Library of Congress Control Number: n93042565
- SNAC: w6kh33mq
- Virtual International Authority File: 28742564
- WorldCat: E39PBJj4rhjKkWdf7bCkfWTJXd